# Aeropelican Air Services
Aeropelican Air Services Pty Ltd, що діє як Aeropelican Air Services, — колишня австралійська регіональна авіакомпанія зі штаб-квартирою в Ньюкаслі (Новий Південний Уельс).
Портом приписки авіакомпанії та її хабом є аеропорт Ньюкасла, основним пунктом призначення в мережі перевезень виступає сіднейський міжнародний аеропорт.

## Історія
Авіакомпанія Aeropelican Air Services була заснована 23 жовтня 1968 року та початку операційну діяльність 1 липня 1971 року. Спочатку компанія входила в бізнес австралійської сім'ї Хільдерів, а в 1980 році була продана авіакомпанії Masling Airlines, яка в свою чергу належала нині неіснуючому магістральному перевізнику Ansett Australia.
Основним маршрутом в мережі регулярних перевезень Aeropelican Air Services стало напрямок між сіднейською аеропортом і належить авіакомпанії аеропортом Белмонта в південному передмісті Ньюкасла. Рейси між цими пунктами виконувалися по кілька разів на день на літаках De Havilland Canada DHC-6 Twin Otter.
Після банкрутства магістральної авіакомпанії Ansett Australia у вересні 2001 року компанія Aeropelican була виставлена на продаж у квітні наступного року придбана авіахолдингом «International Air Parts». 20 червня 2003 року авіакомпанія уклала першу комерційну угоду з іншим австралійським перевізником Regional Express Airlines.

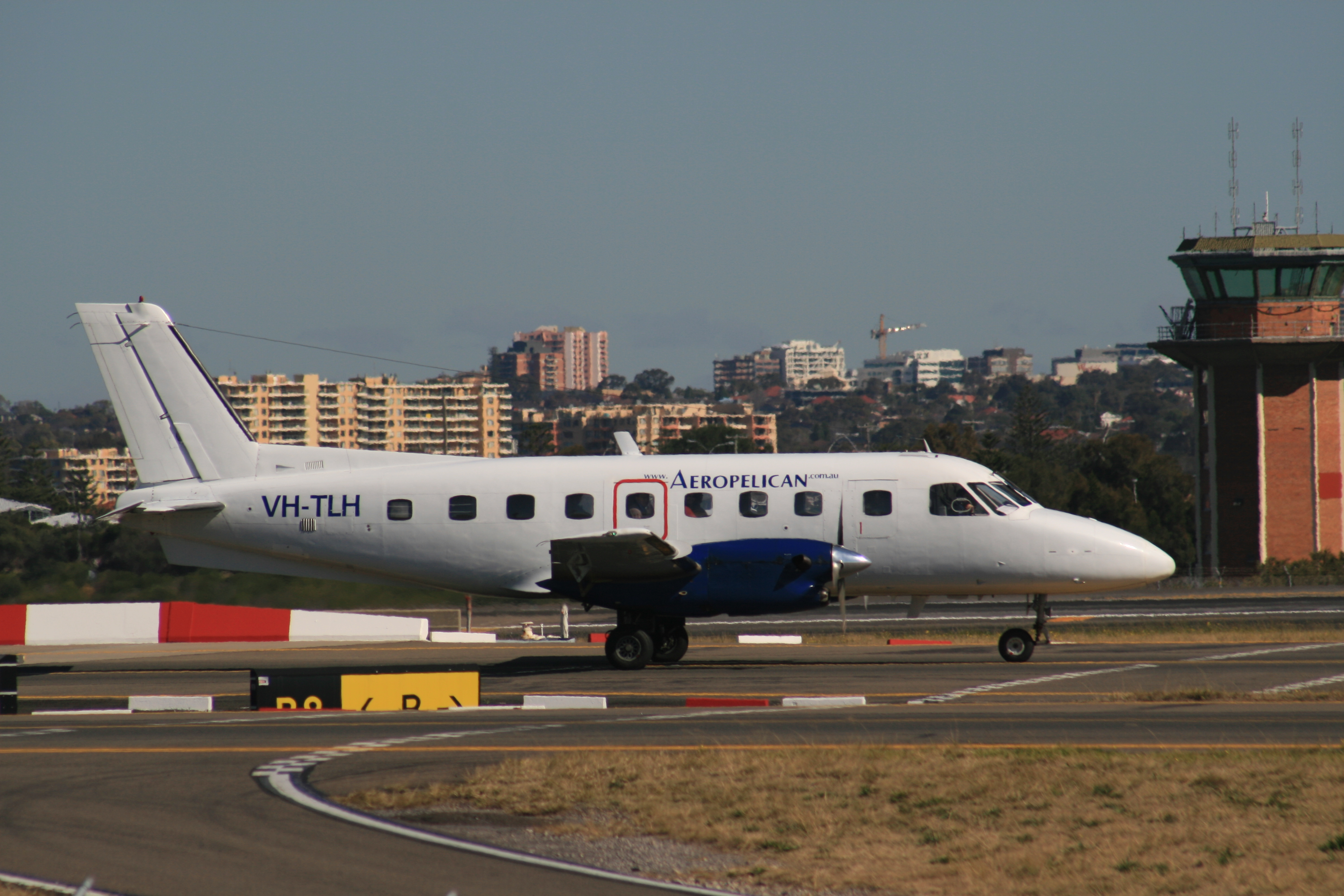
Embraer EMB 110 Bandeirante авіакомпанії в аеропорту сіднейському

1 березня 2004 року в додаток до сіднейською рейсів з аеропорту Белмонт авіакомпанія відкрила регулярні перевезення в інший аеропорту Ньюкасла — Вільямтаун, розташований в північній частині міста. 20 вересня того ж року до вже працюючих на новому маршруті двом літакам De Havilland Canada DHC-6 Twin Otter додається ще один лайнер Embraer EMB 110 Bandeirante. У березні 2005 року Aeropelican Air Services виключила аеропорт Белмонт з власної маршрутної мережі регулярних перевезень. У тому ж році флот авіакомпанії поповнився новим літаком Fairchild Metro 23, а лайнери Twin Otters виведені з парку перевізника. У наступному році компанія замовила три літака BAe Jetstream 32, що дозволило її керівництву заявити про плановане введення нових регулярних маршрутів.
В кінці 2006 року Aeropelican Air Services відкрила регулярний рейс із Сіднея в Інверелл, який раніше обслуговувався збанкрутілою авіакомпанією Big Sky Express. У 2007 році два з трьох замовлених літаків BAe Jetstream 32 надійшли в розпорядження авіакомпанії і слідом були виведені з експлуатації лайнери Fairchild Metro 23. У грудні того ж року керівництво компанії оголосило про отримання дозволу від регулюючих комерційні перевезення австралійських органів на відкриття з 12 лютого 2008 року регулярного маршруту між Ньюкаслом і Тамуортом. Згодом перевізник отримав схвалення даного маршруту від австралійського агентства безпеки в цивільній авіації і розпочав виконання регулярних рейсів, проте вже у вересні місяців був змушений припинити обслуговування маршруту в зв'язку з недостатньою завантаженістю літаків.
У 2008 році холдинг «International Air Parts» продав авіакомпанію іншому авіахолдингу «Business Air Holdings».

## Маршрутна мережа
Станом на січень 2011 року маршрутна мережа регулярних перевезень авіакомпанії Aeropelican Air Services складалася з таких напрямків:
- Сідней — Ньюкасл (аеропорт Вільямтаун)
- Сідней — Наррабрі
- Сідней — Муджі
- Сідней — Кума (Сноуї-Маунтінс)
- Ньюкасл — Наррабрі
- Брисбен — Наррабрі

## Флот

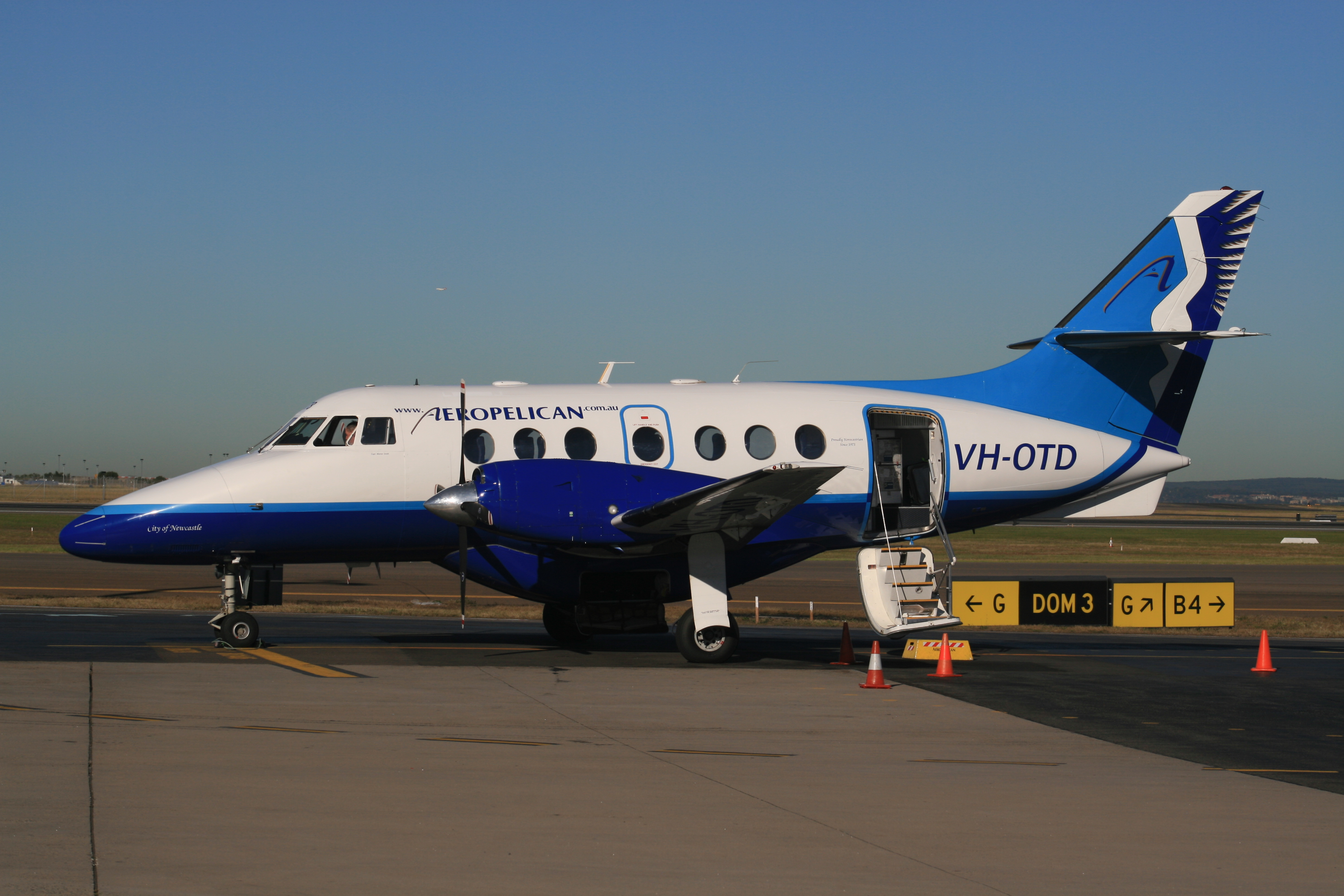
Перший лайнер Jetstream 32 авіакомпанії в аеропорту Сіднея

У квітні 2010 року повітряний флот авіакомпанії Aeropelican Air Services складали наступні літаки:
- BAe Jetstream 32 — 5 одиниць